# Antonín Řehoř-Hýskovský

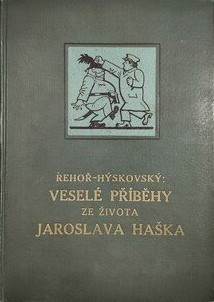
Řehoř-Hýskovský Antonín, Veselé příběhy ze života Jaroslava Haška vyd.1925

Antonín Řehoř-Hýskovský, křtěný Antonín, řečený též Hýskovský (15. června 1875 Hýskov - 20. září 1938 Dvůr Králové nad Labem) byl český ředitel nemocenské pojišťovny, redaktor anarchistického tisku a dramatik.

## Život
Antonín Řehoř později užívající přídomek Hýskovský se narodil v Hýskově v rodině zednického tovaryše Antonína Řehoře a jeho ženy Marie rodem Švestkové, dcery místního kováře. Základní vědomosti mu poskytla pětitřídní obecná škola v Hýskově a ve čtrnácti letech odešel pracovat na Kladensko.
Za dva roky se stal havířem a fáral do dolů v severních Čechách. Zde přičichl k anarchistickému hnutí a v roce 1904 se stal spoluzakladatelem Severočeské federace horníků. Později krátce působil v Praze s S.K.Neumannem ve vydavatelství časopisu Komuna a rovněž byl krátce i vydavatelem časopisu Zádruha. V roce 1910 byl zvolen do předsednictva Odborového sdružení dělníků Ochrana. Do roku 1915 byl pracovníkem nemocenské pokladny v Kolíně. Po válce se stal ředitel okresní nemocenské pokladny ve Dvoře Králové, kde zůstal po celý svůj život a zde také v roce 1938 zemřel.
Antonín Řehoř-Hýskovský byl autorem lidových divadelních her pro ochotnická divadla, jako např. Drama otroků, Na sopečné půdě, Nebe, peklo, ráj a mnoho dalších.

## Dílo
- 1911 Na sopečné půdě, lidová hra o 3 jednáních s proměnou
- 1916 Ze živých hrobů, stručné dějiny čsl. uzavřeného území v letech 1889-1909
- 1923 Volné manželství, časová fraška se zpěvy o 3 jednáních
  - Zlaté srdce ženy, veselohra o 4 jednáních
  - Mené-Tekel-Ufarsin [mučedníci chicagští], stará pohádka májová o 4 jednáních
  - Očistec, činohra ze současného života tkalců o 3 jednáních
- 1924 Volná láska, aneb, Nemaluj čerta na stěnu, veselohra o 4 jednáních
  - Drama otroků [ve jménu lásky a lidskosti], sociální lidová hra o 3 jednáních se 2 proměnami
- 1925 Veselé příběhy ze života Jaroslava Haška, povídky
  - Na vrcholu slávy, kus slavné hist. z doby husitské: [div. hra]: epocha 1
  - Omladina před soudem, výkřik vzdoru za vlády Habsburků: [div. hra]: epocha 2
  - Pohled do budoucnosti, čím bychom sobě měli býti: [div. hra]: epocha 3
  - Tři doby země české, sociální trilogie o třech dějstvích s prology
- 1927 Bože, kéž jsem policajtem, revuální humoreska o 3 jednáních v 6 obrazech
- 1928 Moderní Spasitel, Díl II Revuální humoreska o 4 jednáních, 6 obrazech
- 1930 Velezrádce, Činohra o 3 jednáních
- 1933 Jménem Jeho Veličenstva ...!, (poprava Josefa Kudrny) činohra o 7 obrazech